# Ilija Gregorić
Ilija Gregorić (ur. ok. 1520 w Ribniku, zm. 1574 w Zagrzebiu) – chorwacki rolnik i wojskowy, przywódca antyfeudalnego powstania chłopskiego w Chorwacji, które miało miejsce w 1573 roku.

## Życiorys
Dwukrotnie uciekł z osmańskiej niewoli (1545, 1568) i z tego powodu nosił przydomek „dezerter”. Około 1550 roku osiedlił się w Brdovcu, gdzie wszedł w posiadanie ziemi. Zajmował się handlem oraz pełnił służbę wojskową w obronie pogranicza.
W 1572 roku został wybrany naczelnym wodzem sił powstańczych w powstaniu chłopskim w Chorwacji. Dowodził centralną częścią armii i opracowywał plany dyslokacji wojsk. Za cel postawił sobie rozprzestrzenienie powstania na terytorium współczesnej Słowenii. Klęski pod Krškiem i Šenpetrem zniweczyły jednak jego plany. W lutym 1573 został pojmany w pobliżu Jasenovaca Zagorskiego i przewieziony do Wiednia, a następnie w czerwcu 1574 do Zagrzebia. Tam też został stracony.